# Élection présidentielle américaine de 1980 en Alaska
L'élection présidentielle américaine de 1980 en Alaska se déroule le mardi 4 novembre 1980. L'ancien gouverneur de Californie et candidat républicain à la présidence Ronald Reagan l'emporte avec la majorité absolue des suffrages du vote populaire contre le président sortant Jimmy Carter. Le candidat du Parti libertarien Ed Clark (en) obtient son meilleur score dans cette élection présidentielle avec 11,66 % des suffrages du vote populaire.

## Résultats
| Inscrits                 | Inscrits                 | Inscrits                 | 277 000   |             |  |  |
| Abstentions              | Abstentions              | Abstentions              | 118 555   | 42,8 %      |  |  |
| Votants                  | Votants                  | Votants                  | 158 445   | 57,2 %      |  |  |
|                          |                          |                          |           |             |  |  |
| Bulletins enregistrés    | Bulletins enregistrés    | Bulletins enregistrés    | 158 445   |             |  |  |
| Bulletins blancs ou nuls | Bulletins blancs ou nuls | Bulletins blancs ou nuls | 0         | 0 %         |  |  |
| Suffrages exprimés       | Suffrages exprimés       | Suffrages exprimés       | 158 445   | 100 %       |  |  |
|                          |                          |                          |           |             |  |  |
|                          | Candidat                 | Parti                    | Suffrages | Pourcentage |  |  |
|                          | Ronald Reagan            | Parti républicain        | 86 112    | 54,35 %     |  |  |
|                          | Jimmy Carter             | Parti démocrate          | 41 842    | 26,41 %     |  |  |
|                          | Ed Clark (en)            | Parti libertarien        | 18 479    | 11,66 %     |  |  |
|                          | John Anderson            | Sans étiquette           | 11 155    | 7,04 %      |  |  |
|                          | Candidat par écrit       | Sans étiquette           | 857       | 0,54 %      |  |  |

## Analyse
Le candidat du Parti libertarien Ed Clark (en) obtient son meilleur score avec 11,66 % des suffrages. L'Alaska étant l'un des États les plus ruraux des États-Unis, c'est dans ces États là qu'il obtient ses meilleurs résultats,. C'est aussi le seul État où il se place en troisième position, devant John Anderson.
Jimmy Carter obtient son cinquième plus mauvais score dans cet État avec 26,41 % des suffrages,. De manière générale, c'est dans l'Ouest qu'il obtient ses plus mauvais résultats. À l'inverse, Ronald Reagan et John Anderson y obtiennent leurs meilleurs résultats,.
Globalement, l'Alaska a toujours voté majoritairement pour le candidat du Parti républicain depuis l'élection présidentielle de 1968.